# Loss mer singe
Loss mer singe (Kölsch für Lasst uns singen) ist ein alternativer Karnevalsverein aus Köln, der sich dem Erhalt der kölschen Kultur und der Pflege der Liedkultur verschrieben hat. Mit einer Einsingtour, die meist im Januar beginnt und zum Karnevalsfreitag endet und inzwischen in rund 40 Kölner Kneipen stattfindet, stellt der Verein Neuerscheinungen der kölschen Musik vor. Außerdem wirkt der Verein an vielen weiteren Veranstaltungen mit und stellt mit Sitzung, Casting und Kontest vielen Newcomern eine Plattform.

## Geschichte
1999 entstand die Idee in einer Wohnküche in Köln-Nippes, wo der Erfinder der Mitsinginitiative, Georg Hinz, Freunde und Bekannte auf die Karnevalssession einstimmen wollte. Mit den Refraintexten auf einem Zettel wurden mit einigen einleitenden Worten die mutmaßlich besten Neuvorstellungen der Session vom Band abgespielt.
Seit der ersten öffentlichen Einsingveranstaltung im Lapidarium am Eigelstein 2001 zieht das ehrenamtlich arbeitende „Loss mer singe“-Team durch eine Jahr für Jahr wachsende Zahl von Kneipen. Anfang 2009 haben sich die Mitstreiter zu einem eingetragenen Verein zusammengeschlossen.

## Die Einsingtour
Die Einsingtour durch über 40 Kölner Kneipen mit einem Gastspiel in der Ständigen Vertretung in Berlin ist das Herzstück der Mitsinginitiative. Mit Textzetteln als Mitsinghilfe werden jedes Jahr die aktuellen Neuerscheinungen präsentiert. Die zwanzig Titel werden durch ein Vorauswahlsystem gefunden. In den Auszählpausen, in denen tausende Stimmzettel ausgewertet werden, gibt es kölsche Oldies zum Wiederentdecken, bevor die Kneipenhits des Abends bekanntgegeben werden. Am Ende der Einsingtour wird der Hit der Session gekürt.
|      | Erster Platz                           | Zweiter Platz                           | Dritter Platz                                              |
| 2002 | Brings – Wenn et funk                  | Höhner – Sansibar                       | De Stroßefäjer – Endlich wedder Karneval                   |
| 2003 | Höhner – Viva Colonia                  | Die Rheinländer – Einmol                | De Räuber – Und sie war nicht viel älter als 18 Jahr       |
| 2004 | Brings – Su lang mer noch am Lääve sin | Labbese – Ich mol d´r Dom in d´r Sand   | Schmitz – Nix em Büggel                                    |
| 2005 | Rheinländer – Op die Welt              | Brings – Man müsste nochmal 20 sein     | Jürgen Wunderl. – E janz klei‘ Stück                       |
| 2006 | Höhner – How do you do                 | Bläck Fööss – Mir sin die Weltmeister   | Brings – Alle Mann                                         |
| 2007 | Tommy Engel – Du bes Kölle             | Paveier – Schön ist das Leben           | Bläck Fööss – Am Bickendorfer Büdche                       |
| 2008 | Brings – Nur nicht aus Liebe weinen    | Paveier – Ich bin widder heim jekumme   | Paveier – Dat jeiht vorbei                                 |
| 2009 | Brings – Heimjon                       | Hanak – Haifischzahn                    | Bläck Fööss – Jommer noh Hus                               |
| 2010 | Höhner – Schenk mir dein Herz          | Bläck Fööss – Bütze de Luxe             | Brings – Halleluja                                         |
| 2011 | Bläck Fööss – Mer han e Hätz för Kölle | Brings – Rään                           | Kölsche All Stars – Mer stonn op die Fööss                 |
| 2012 | Kasalla – Pirate                       | Bläck Fööss – Alles für die Liebe       | Brings – Dat es geil                                       |
| 2013 | Cat Ballou – Et jitt kei Wood          | Kasalla – Immer noch do                 | Brings – Stell die Stadt op dr Kopp                        |
| 2014 | Brings – Kölsche Jung                  | Kasalla – Kumm mer lääve                | Cat Ballou – Hück steiht die Welt still                    |
| 2015 | Kasalla – Alle Jläser huh              | Querbeat – Nie mehr Fastelovend         | Brings – Polka, Polka, Polka                               |
| 2016 | Paveier – Leev Marie                   | Miljö – Sulang die Leechter noch brenne | Querbeat – Tschingderassabum                               |
| 2017 | Querbeat – Dä Plan                     | Miljö – Wolkeplatz                      | Kasalla – Mer sin Eins                                     |
| 2018 | Miljö – Kölsch statt Käsch             | Lupo – För die Liebe nit                | Querbeat – Guten Morgen Barbarossaplatz                    |
| 2019 | Kasalla – Der Ress vun dingem Levve    | Querbeat – Romeo                        | Miljö – Schöckelpääd                                       |
| 2020 | Bläck Fööss – Die nächste Rund         | Kasalla – Pommes un Champagner          | AG Arsch huh – Su läuf dat he                              |
| 2021 | Brings – Mir singe Alaaf               | Miljö – Zigg Zoröck                     | Vera Bolten / Moni vom Pfarrhaus – Dat ruckelt sich zeräch |
| 2022 | Kasalla – Rudeldiere                   | Höhner – Die schönste Stroß             | Paveier – Hau op die Trumm                                 |
| 2023 | Kasalla – Sing mich noh Hus            | Räuber – Wigga Digga                    | Höhner – Prinzessin                                        |
| 2024 | Kasalla – Wenn ich ne Engel bin        | Räuber – Oben Unten                     | Lupo – Mih als Zohus                                       |
| 2025 | Kempes Feinest - Wenn et Leech usjeiht | Kasalla - Ding Südkurv                  | King Loui - Konfetti in der Hand                           |

Loss mer singe – Op Jöck ist ein Ableger und bespielt über 30 Locations im Kölner Umland, Berlin, Hamburg und München.

## Die Sitzung
Einmal im Jahr organisiert der Verein eine Karnevalssitzung. Hier sollen unbekannte Interpreten dieselbe Chancen erhalten wie etablierte Künstler des Kölner Karnevals. Diese neuen Talente werden über ein Live-Casting gesucht. Damit setzt sich die Sitzung bewusst von traditionellen Sitzungen ab.

## Programm
Im Laufe der Jahre sind neben der Einsingtour immer neue Veranstaltungen entstanden: Zum Beispiel spielten die drei Bläck Fööss, Hartmut, Kafi und Bömmel bereits 2002 das erste Mitsingkonzert in der Kneipe Lapidarium. Die Veranstaltungen haben Bands wie Kasalla, Cat Ballou, Querbeat oder Stadtrand als Sprungbrett in die Kölner Musikszene gedient. Auch mit dem Weihnachtssingen auf einem Kölner Weihnachtsmarkt will der Verein die kölsche Liedkultur beleben.
| Veranstaltungsname                        | Veranstaltungsjahre | Veranstaltungsort |
| ----------------------------------------- | ------------------- | --- |
| Loss mer singe-Mitsingkonzerte            | seit 2002           | verschiedene Veranstaltungsorte |
| Loss mer singe-Einsingtour                | seit 2002           | in rund 40 Kölner Kneipen |
| Loss mer singe-Sommerfest                 | 2003–2019           | 2003–2007: Kölner Kleingarten Siedlung 2007–2012: Klostergarten des CJG Haus Miriam 2012–2016: Waldbad Dünnwald 2019: Galopprennbahn Weidenpesch |
| Loss mer singe-Casting                    | 2005–2018           | 2012–2018: Bürgerhaus Stollwerk |
| Loss mer singe-Party                      | seit 2005           | 2005–2012: Herbrands seit 2012: Balloni-Hallen                                                                                                   |
| Loss mer singe-Sitzung                    | seit 2006           | Theater im Tanzbrunnen |
| Loss mer singe för Pänz                   | seit 2006           | Domforum |
| Loss mer singe-Weihnachtssingen           | 2009–2016           | Weihnachtsmarkt auf dem Alter Markt |
| Loss mer singe-Schulprojekt "Kölle es..." | 2010–2019           | jedes Jahr in einer anderen Schule |
| Heimathof – Le Bloc                       | 2013–2018           | Hinterhof im Belgischen Viertel |
| Ahl Kamelle – neu jelötsch                | seit 2014           | verschiedene Kneipen |
| Loss mer singe-Rheinkreuzfahrt            | 2015                | auf einem Kreuzfahrtschiff drei Tage von Köln bis Rüdesheim und zurück                                                                           |
| Kölsche Musik Band Kontest                | seit 2017           | Piranha, Chlodwig Eck, Kääzmann’s, Ubierschänke und Alteburg ehemalig: JECK                                                                      |
| Loss mer singe #denäxtjeneräeschen        | seit 2018           | 2018–2019 Alteburg 2020: Blue Shell seit 2021: Alteburg                                                                                          |
| Loss mer singe op Besök beim SSM          | seit 2022           | Sozialistische Selbsthilfe Mülheim |

## Engagement
Seit Oktober 2010 wird im Rahmen des Schulprojekts einem sechsten oder siebten Jahrgang einer Kölner Schule eine Projektwoche unter dem Motto „Kölle es …“ spendiert. In dieser Woche erarbeiten Profis aus verschiedenen künstlerischen Bereichen mit den Schülern eine Revue, die zum Abschluss der Projektwoche aufgeführt wird. Alle Kosten übernimmt der Verein Loss mer singe.
Neben dem Engagement für die kölsche Liedkultur und die Brauchtumspflege unterstützt „Loss mer singe“ viele Projekte und gemeinnützige Vereine. So werden seit 2016 die Einnahmen aus einigen Veranstaltungen unter dem Motto „Singe für jod“ komplett wohltätigen Zwecken (im Jahr 2019 weit über 10.000 Euro u. a. für die Projekte Sea-Watch – Seenotrettung für Flüchtende, Eckhart-Busch-Stiftung  – Projekte zur Akzeptanz von psychisch Erkrankte, Willkommen in Ehrenfeld – Hilfe und Orientierung für Geflüchtete und den Karnevalsverein Jecke Öhrcher, für Menschen mit und ohne Hörbehinderung) gespendet. Der Verein achtet vor allem darauf, dass lokale möglichst im Veedel ansässige Initiativen mit den Eintrittseinnahmen unterstützt werden.
Bis 2012 wurde mit den Einnahmen des „Loss mer singe“-Sommerfests die soziale Arbeit mit Jugendlichen im Haus Miriam unterstützt. Mit dem „Loss mer singe“-Casting und dem damit verbundenen Förderpreis für einen Bewerber unterstützt der Verein neue Talente im Kölner Karneval. Der Verein beteiligt sich ebenso am Bündnis „Köln stellt sich quer“ und unterstützt mehrere Protestaktionen gegen Rechtsextremismus und Fremdenfeindlichkeit.

## Auszeichnungen
- 2014 wurde „Loss mer singe“ vom Verein der Freunde und Förderer des Kölnischen Brauchtums mit der Verleihung seines Bürgerordens gewürdigt.

- 2017 erhielten Georg Hinz und Helmut Frangenberg in Vertretung für den Verein den Rheinlandtaler.

## Diskografie
- Loss mer singe – Kneipenhits der Session, Pavement Records, 2005
- Loss mer singe – Kneipenhits der Session 2, Pavement Records, 2016

## Allgemeine Quellen
- Was ist LMS, abgerufen am 5. September 2019
- Eine kleine Chronik, abgerufen am 5. September 2019
- Loss mer singe - Gewinner WDR Lokalzeit aus Köln, abgerufen am 5. September 2019
- Kasalla gewinnen Loss mer singe 2019 26. Februar 2019, abgerufen am 5. September 2019
- LOSS MER SINGE IST EINE RHEINISCHE VERANSTALTUNGSREIHE, AUF DER DIE LIEDER DER JEWEILIGEN SESSION GEMEINSAM GESUNGEN WERDEN. UND WIE LÄUFT DAS "EINSINGEN" AB?, abgerufen am 5. September 2019
- Loss mer Singe #denäxtjeneraeschen auf YouTube von Jupf-Online, 25. Februar 2019, abgerufen am 5. September 2019
- Viele junge Jecken dabei "Loss mer singe"-Tour startet in Köln-Nippes, Kölnische Rundschau, 11. Januar 2019, abgerufen am 5. September 2019
- Loss mer singe l Video des Tages auf YouTube von DW Deutsch, 16. Februar 2010, abgerufen am 5. September 2019
- Einsingen in den Karneval: „Loss mer singe“ und VRS gehen 2019 wieder „op Jöck“, 6. Dezember 2018, abgerufen am 5. September 2019
- "Loss mer singe" tourt wieder durch Kölner Kneipen, 4. Januar 2009, abgerufen am 5. September 2019
- Loss mer singe Sitzung 2017 im Tanzbrunnen auf YouTube von report-K / Internetzeitung Köln, 14. Februar 2017, abgerufen am 5. September 2019